# Jan Bombek
Jan Bombek (4. prosinca 2001.), slovenski skijaš skakač. Član kluba SSK Ljubno BTC.
Najveći uspjeh postigao je na juniorskim svjetskim prvenstvima. 2019. godine bio je prvi u momčadskoj konkurenciji u Lahtiju te u Oberwiesenthalu 2020. kad je obranio momčadski naslov prvaka te bio brončani u mješovitoj konkurenciji. Natjecao se i u Alpskom kupu u kojem je 24. i 25. veljače 2018. bio drugi (HS102) i prvi (momčadski, HS80) na Planici. Također se natjecao u Kontinentalnom kupu i FIS kupu.

## Vanjske poveznice
- Jan Bombek na stranicama Međunarodne skijaške federacije